# Трахома
Трахо́ма (грец. τραχομα — ширшава, англ. trachoma; також зернистий кон'юнктивіт, єгипетська офтальмія, осліплююча трахома; заст. волосе́ць, волоси́чка) — хронічне інфекційне захворювання очей із потовщенням кон'юнктиви і утворенням на ній рубців. Повторні епізоди реінфекції в сім'ї спричиняють хронічне фолікулярне або інтенсивне запалення кон'юнктиви (активна трахома), що й призводить до рубцювання кон'юнктиви. Утворюються шорсткі грануляції внутрішньої сторони повіки, що може призвести до болю в очах, пошкодження зовнішньої сторони повіки або рогівки ока (садна її, рубці та помутніння) і навіть сліпоти. Трахома є провідною у світі інфекційною причиною сліпоти.

## Актуальність
У всьому світі трахома вважається проблемою громадського здоров'я в 38 країнах, і, за оцінками, у 2024  році на неї хворіли 1,9 млн людей. Трахома є ендемічною в деяких частинах Африки, Азії, Близького Сходу, Латинської Америки, тихоокеанських островів і аборигенних громад Австралії. Вона є відповідальною за сліпоту або порушення зору у близько 1,9 мільйона людей. Згідно з даними на квітень 2024 року, 103 млн людей у 53 країнах живуть в ендемічних по трахомі районах. У 2023 році 193 736 людей отримали хірургічне лікування на запущеній стадії хвороби, а 32,9 млн людей пройшли курс лікування антибіотиками. Охоплення антибіотиками на глобальному рівні у 2023 році становило 29 %. У деяких регіонах 60-90 % усіх дітей можуть бути хворими на цю хворобу. Жінки мають вищий ризик захворіти порівняно із чоловіками, що можна пояснити тим, що жінки більше контактують з дітьми. Трахома щорічно приносить збитків на 8 млрд доларів США. Хворобу відносять до групи забутих тропічних інфекцій.

## Етіологія
Відомо 14 сероварів біовару C. trachomatis, що спричинюють понад 20 нозологічних форм:
- серовари А, В, Ва, С спричинюють трахому та кон'юнктивіт з внутрішньоклітинними включеннями;
- серовари D, G, Н, I, J, K — урогенітальний хламідіоз, кон'юнктивіт, пневмонію новонароджених, синдром Райтера;
- серовари L1, L2, L2a, L3 — хламідійну лімфогранульому.

## Епідеміологічні особливості
Бактерії, що є збудниками захворювання, передаються як при прямому, так і непрямому контакті з очима або носом хворого на трахому, включаючи контакт з одягом хворого або з мухами, які потрапили в очі або ніс інфікованої людини. Зазвичай хворий заражається багато разів протягом декількох років, перед тим як рубці на повіці стають достатньо великими і вії починають натирати око. Діти частіше за дорослих стають джерелами інфекції. Погані санітарні умови, перенаселеність та нестача питної води і гігієнічних умов сприяють поширенню трахоми. Передача захворювання відбувається переважно між дітьми та жінками, які доглядають за ними. Деякі науковці характеризують цей цикл передачі, описуючи трахому як «хворобу ясла».

## Патогенез
При трахомі розвивається запалення у вигляді переважно лімфоцитарного і моноцитарного інфільтрату з плазматичними клітинами та макрофагами у фолікулах. Вони є типовими зародковими центрами з острівцями інтенсивної проліферації В-клітин, оточеними шарами Т-клітин. Повторна реінфекція кон'юнктиви спричинює тривале запалення, що призводить до утворення рубців на кон'юнктиві. Рубцювання пов'язане з атрофією епітелію кон'юнктиви, втратою келихоподібних клітин і заміною нормальної пухкої судинної субепітеліальної строми товстими компактними смугами колагену типу IV і типу V.
Клінічні зміни є реакцією гіперчутливості сповільненого типу на хламідійні антигени (вважається, що це HSP-60). Це породжує імунну відповідь із зародковими центрами (виглядають як фолікули) та інтенсивним запальним інфільтратом, утворенням сосочків. Згодом це інтенсивне запалення призводить до утворення рубця, який, у свою чергу, спричиняє скорочення та згинання тарзальної пластинки верхньої повіки, утворюючи ентропіон і трихіаз.

## Клінічні прояви
Часто клінічний перебіг є безсимптомним. Існують дві фази процесу захворювання: активна та рубцева. Однак вони не є лінійними — обидві фази можуть співіснувати в одного пацієнта. Активна трахома характеризується слизово-гнійним кератокон'юнктивітом. На кон'юнктивальній поверхні верхньої повіки виникає фолікулярна та запальна реакція. Рогівка може мати лімбальні фолікули, паннус і точковий кератит. Укорінення C. trachomatis одночасно відбувається в інших екстраокулярних слизових оболонках, зазвичай у носоглотці, що призводить до виділень із носа (ринорея).
Фолікулярна трахома визначається як наявність 5 або більше фолікулів діаметром не менше 0,5 мм у центральній частині верхньої тарзальної кон'юнктиви. Фолікулярна трахома свідчить про активне захворювання. Вона найчастіше зустрічається у дітей, з піком поширеності у дітей у віці 3-5 років. Поширеність швидко зменшується серед дітей шкільного віку, коли вони залишають осередок хвороби.
Інтенсивна запальна трахома визначається як виражене запальне потовщення верхньої тарзальної кон'юнктиви, яке закриває більше половини нормальних глибоких тарзальних судин. Причина — інтенсивна запальна реакція. Як і фолікулярна трахома, інтенсивна запальна трахома свідчить про активне захворювання.
Трихіаз викликає відчуття сильного подразнення стороннього тіла, а також блефароспазм. Зрештою це призводить до формування рубців, хоча самі по собі кон'юнктивальні рубці мають тенденцію перебігати безсимптомно, однак пов'язане з цим порушення архітектури слізної плівки через утворення рубців і руйнування слизових і серозних залоз часто призводить до сухості ока. Багато пацієнтів самостійно проводять епіляцію перед їхньою появою.
Помутніння рогівки або рубці, що покривають будь-яку частину зіниці, погіршують зір пацієнта.

## Прогноз
Прогноз залежить від тяжкості захворювання на момент лікування, доцільності лікування та ризику повторного зараження. Пацієнти, у яких на ранніх стадіях трахома піддається належному лікуванню, мають добрий прогноз. Повторне зараження погіршує його. Тяжке захворювання можна стабілізувати, але зір пацієнта може не покращитися після того, як утворилися рубці на рогівці, якщо недоступна адекватна хірургічна допомога.

## Діагностика
В ендемічних районах діагноз майже завжди ґрунтується на клінічній картині. Рубцева фаза має унікальні клінічні ознаки, які в більшості випадків приводять до встановлення правильного остаточного діагнозу.
Найкращими підтверджуючими лабораторними методами є тести ампліфікації нуклеїнових кислот, одним із прикладів яких є полімеразна ланцюгова реакція (ПЛР). Вони мають високу чутливість і специфічність, але вони занадто дорогі та технічно складні, щоб бути широко доступними в більшості країн, де трахома є ендемічною.

## Лікування
Стратегія лікування трахоми, яку запровадила ВООЗ, описується мнемонічним акронімом «SAFE». «S» — хірургічна складова цієї стратегії, далі «A» — антибіотики, «F» — чистота обличчя і «E» — поліпшення довкілля.
ВООЗ рекомендує лікувати трахому азитроміцином, який приймають всередину, або тетрацикліном, який застосовують місцево. Перевагу надають азитроміцину, тому що його можна приймати всередину як єдину окрему дозу. Азитроміцин є препаратом вибору, тому що його результати його введення можна безпосередньо спостерігати. Таким чином, комплаєнс вищий, ніж при застосуванні тетрацикліну, і його фактично можна виміряти, тоді як при амбулаторному призначенні тетрацикліну рівень відповідності невідомий.
Зараження відбувається в носоглотці; тому пацієнти можуть повторно заразитися, якщо використовуються антибіотики лише місцево на вії.
У випадках пошкодження повік хворого може виникнути необхідність хірургічного втручання, щоб виправити положення вій і запобігти втраті зору.

## Профілактика
До попереджувальних заходів входять:
- краще забезпечення населення чистою водою
- скорочення числа джерел захворювання шляхом лікування антибіотиками[5]
- проводиться масове лікування цілих прошарків населення, що мають високий ризик захворіти.[6]

Промивання водою само по собі не здатне запобігти захворюванню, але може бути ефективним у поєднанні з іншими заходами.